# 埃拉赫

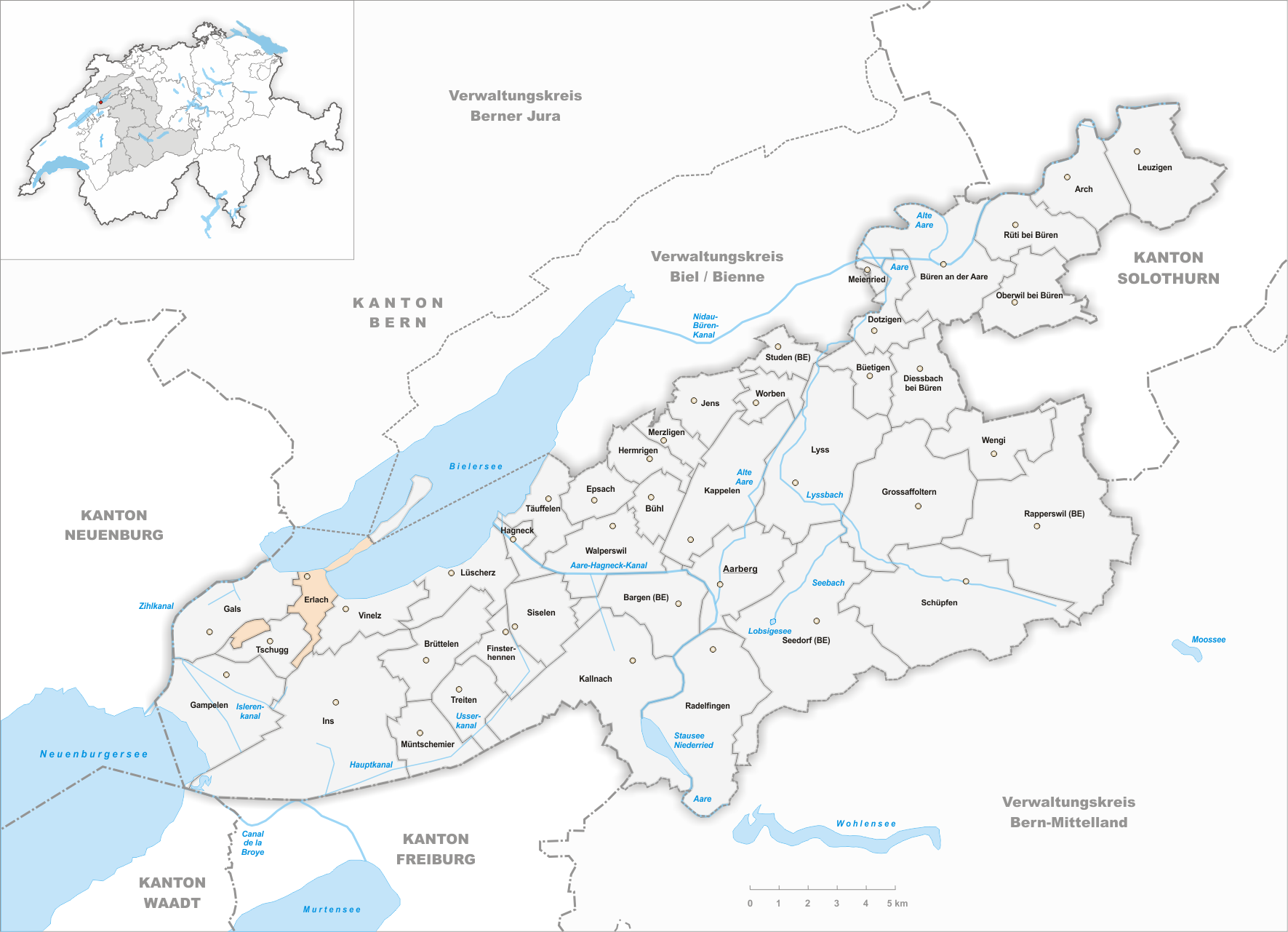
埃拉赫市地图

埃拉赫（德語：Erlach）是瑞士联邦的城镇，位於該國西部比爾湖畔，由伯恩州負責管轄，面積为3.50平方公里，海拔高度437米，該地區自新石器時代有人類居住，2017年12月31日人口为1,427人。